# فيلافيردي ديل مونتي
بلدية فيلافيردي ديل مونتي (بالإسبانية: Villaverde del Monte)‏, هي إحدى بلديات مقاطعة برغش، التي تقع في منطقة قشتالة وليون, والتي تقع في شمال غرب إسبانيا.
يبلغ عدد سكانها 187 نسمة وفقاً لإحصائية سنة (2002).